# Pierre de Manchicourt
Pierre de Manchicourt est un compositeur franco-flamand né à Béthune vers 1510 et mort à Madrid le 5 octobre 1564.

## Biographie
Maître de chapelle de la cathédrale de Tournai en 1545, il s'installe ensuite à Arras en 1556 sous la protection de l'évêque Antoine Perrenot de Granvelle, puis à Anvers en 1557, avant d'être nommé maître de la  Capilla Flamenca de Philippe II à Madrid de 1559 à sa mort.
Disciple de Nicolas Gombert et Thomas Créquillon, ses nombreuses compositions polyphoniques de forme traditionnelle sont surtout caractérisées par une grande clarté contrapuntique et harmonique.

## Œuvres
- Liber decimus quartus XIX musicas cantiones... (Paris, Attaingnant, 1539) ;
- Le neuvième livre des chansons à quatre parties (Paris, Attaingnant, 1545) ;
- Liber quintus cantionum sacrarum (1554) ;
- Missia ad imitationem « quo abiit dilectus tuus » (1556).

Ses œuvres complètes ont été publiées par John D. Wicks et Lavern Wagner dans la collection Corpus Mensurabilis Musicae de l' American Institute of Musicology, dans les volumes suivants :
- CMM 55-1  Vol.I Attaingnant Motets. 978-1-59551-151-5.
- CMM 55-2  Vol.II The Masses: Noe, Noe, Quo abiit dilectus tuus, ris e tannet me fault poster, Se dire je losoie, Reges terrae congregati sunt, Povre cuer. 978-1-59551-362-5.
- CMM 55-3  Vol.III The Masses: Nisi Dominus, Non conturbetur corvestrum, Congratulamini, Ceste une dure departie, De Retourner, Ego flos campi. 978-1-59551-363-2.
- CMM 55-4  Vol.IV The Masses: Reges terre, Veni Sancte Spiritus, De Requiem, De Domina Virgine Maria. 978-1-59551-364-9.
- CMM 55-5  Vol.V The Masses: Cuides vous que Dieu, Deus in adjutorium, Surge et illuminare. 978-1-59551-365-6.
- CMM 55-6  Vol.VI Motets. 978-1-59551-366-3.
- CMM 55-7  Vol.VII Phalèse Motets.

## Discographie
- Manchicourt, Missa Veni Sancte Spiritus, Motets, Chansons, Huelgas Ensemble, Paul Van Nevel, Sony Vivarte SK62694 (2002)
- Manchicourt, Missa Cuidez vous que Dieu, The Brabant Ensemble, Stephen Rice, Hyperion CDA67604 (2005)